# Vlag van Geldrop-Mierlo

Vlag van Geldrop-Mierlo

De vlag van Geldrop-Mierlo werd op 24 maart 2005 per raadsbesluit door de Noord-Brabantse gemeente Geldrop-Mierlo aangenomen als de gemeentelijke vlag. De vlag is afgeleid van het gemeentewapen dat in 2004 aan de gemeente was toegekend. De beschrijving van de vlag luidt als volgt:
De vlag bestaat uit twee banen van geel en blauw met aan de broekzijde twee vierkante vlakken in tegengestelde kleur, met op het blauwe vlak een geel meerblad en op het gele vlak een rood molenijzer

## Verwante symbolen

Het wapen van Geldrop-Mierlo

Alphen-Chaam · Altena · Asten · Baarle-Nassau · Bergeijk · Bergen op Zoom · Bernheze · Best · Bladel · Boekel · Boxtel · Breda · Cranendonck · Deurne · Dongen · Drimmelen · Eersel · Eindhoven · Etten-Leur · Geertruidenberg · Geldrop-Mierlo · Gemert-Bakel · Gilze en Rijen · Goirle · Halderberge · Heeze-Leende · Helmond · 's-Hertogenbosch · Heusden · Hilvarenbeek · Laarbeek · Land van Cuijk · Loon op Zand · Maashorst · Meierijstad · Moerdijk · Nuenen, Gerwen en Nederwetten · Oirschot · Oisterwijk · Oosterhout · Oss · Reusel-De Mierden · Roosendaal · Rucphen · Sint-Michielsgestel · Someren · Son en Breugel · Steenbergen · Tilburg · Valkenswaard · Veldhoven · Vught · Waalre · Waalwijk · Woensdrecht · Zundert